# Heliconia flabellata
Heliconia flabellata är en enhjärtbladig växtart som beskrevs av Abalo och G.Morales. Heliconia flabellata ingår i släktet Heliconia och familjen Heliconiaceae. Inga underarter finns listade.